# 토픽스
토픽스(일본어: 東証株価指数, Tokyo stock Price IndeX, TOPIX)는 일본의 도쿄 증권거래소의 주요 주가 지수이다. 도쿄 증권거래소 1부에 상장된 일본내 기업들(2006년 10월 31일 현재 1700개)의 주가를 나타낸 지표이다.
이 지수는 유통되는 주식의 총수(보통 플로트(float)라고 함)를 가중치로 하는 체계에서, 거래가 가능한 주식의 총수(부동주, 보통 프리 플로트(free float)라고 함)를 가중치로 하는 체계로 바뀌어 왔다. 이러한 변화는 2005년 10월부터 시작하여 2006년 6월에 완료되었다. 전환 자체도 전문적인 사항이었지만, 이 전환으로 인해 많은 기업의 가중치가 바뀌었다. 얽히고 설킨 비즈니스 합종연횡의 일부로 비즈니스 파트너의 주식 중 많은 량을 보유하고 있는 것이 일본 기업들의 전통이었는데, 이러한 주식들이 지수를 산출하는 데 있어서 가중치에 더 이상 포함되어 계산되지 않기 시작했기 때문이었다.
일본 증시의 다른 주요 지수로는 닛케이 225 지수가 있다.

## 토픽스 뉴 인덱스 시리즈
| TOPIX 1000 | TOPIX 500 및 TOPIX 스몰의 시가총액 상위 기업 | TOPIX 500  | TOPIX 코어 30 및 TOPIX 라지 70 및 TOPIX 미드 400 | TOPIX 100                                      | TOPIX 코어 30 및 TOPIX 라지 70                 | TOPIX 코어 30                                  | 유동성/시가총액 상위 30개 기업                         |
| TOPIX 1000 | TOPIX 500 및 TOPIX 스몰의 시가총액 상위 기업 | TOPIX 500  | TOPIX 코어 30 및 TOPIX 라지 70 및 TOPIX 미드 400 | TOPIX 100                                      | TOPIX 코어 30 및 TOPIX 라지 70                 | TOPIX 라지 70                                  | TOPIX 코어 30 다음으로, 유동성/시가총액 상위 70개 기업 |
| TOPIX 1000 | TOPIX 500 및 TOPIX 스몰의 시가총액 상위 기업 | TOPIX 500  | TOPIX 코어 30 및 TOPIX 라지 70 및 TOPIX 미드 400 | TOPIX 미드 400                                 | TOPIX 100 주식을 제외한, TOPIX 500 종목        | TOPIX 100 주식을 제외한, TOPIX 500 종목        | TOPIX 100 주식을 제외한, TOPIX 500 종목                |
| TOPIX 1000 | TOPIX 500 및 TOPIX 스몰의 시가총액 상위 기업 | TOPIX 스몰 | TOPIX 500에서 제외된 종목과 부적격1 TOPIX 종목   | TOPIX 500에서 제외된 종목과 부적격1 TOPIX 종목 | TOPIX 500에서 제외된 종목과 부적격1 TOPIX 종목 | TOPIX 500에서 제외된 종목과 부적격1 TOPIX 종목 | TOPIX 500에서 제외된 종목과 부적격1 TOPIX 종목         |

1. 도쿄 증권거래소에 6개월 이상 상장되어 있지 않았던 신생 기업, 도쿄 증권거래소의 1부에 상장된 기업 중.

## 주가 지수의 추이
| 년도   | 최고치  | 최저치  |
| ------ | ------- | ------- |
| 1985년 | 1058.35 | 916.93  |
| 1986년 | 1583.35 | 1025.85 |
| 1987년 | 2258.86 | 1557.46 |
| 1988년 | 2357.03 | 1690.44 |
| 1989년 | 2884.80 | 2364.33 |
| 1990년 | 2867.70 | 1523.43 |
| 1991년 | 2028.85 | 1638.06 |
| 1992년 | 1763.43 | 1102.50 |
| 1993년 | 1698.67 | 1250.06 |
| 1994년 | 1712.73 | 1448.45 |
| 1995년 | 1585.87 | 1193.16 |
| 1996년 | 1722.13 | 1448.45 |
| 1997년 | 1560.28 | 1130.00 |
| 1998년 | 1300.30 | 980.11  |
| 1999년 | 1722.20 | 1048.33 |
| 2000년 | 1754.78 | 1255.16 |
| 2001년 | 1440.97 | 988.98  |
| 2002년 | 1139.43 | 815.74  |
| 2003년 | 1105.59 | 770.62  |
| 2004년 | 1217.87 | 1022.61 |
| 2005년 | 1663.75 | 1109.19 |
| 2006년 | 1783.72 | 1458.30 |
| 2007년 | 1816.97 | 1437.38 |
| 2008년 | 1430.47 | 746.46  |
| 2009년 | 975.59  | 700.93  |
| 2010년 | 998.90  | 803.12  |
| 2011년 | 975.69  | 703.88  |
| 2012년 | 872.42  | 695.51  |
| 2013년 | 1302.29 | 871.88  |

## 같이 보기
- 도쿄 증권거래소
- 닛케이 225